# Histoire de la convergence comptable
 (mars 2013).
Si vous disposez d'ouvrages ou d'articles de référence ou si vous connaissez des sites web de qualité traitant du thème abordé ici, merci de compléter l'article en donnant les références utiles à sa vérifiabilité et en les liant à la section « Notes et références ».

La comptabilité est la « langue des affaires » mais les variations de traitement comptable entre les différentes normes nationales sont importantes et peuvent troubler le lecteur des états financiers. Par exemple, le résultat net part du groupe d'AXA en 2002 était de 949 millions d’euros en normes françaises alors que le groupe faisait des pertes de 2 587 millions d’euros en US GAAP. 
Les affaires étant internationales, par nature, il a vite été nécessaire d’adopter un langage commun en raison des différences couteuses pour les entreprises internationales et aussi en raison de la crise de confiance des marchés à la suite des scandales financiers du début des années 2000 en Europe et aux États-Unis comme Enron ou WorldCom. 
L’objectif des pouvoirs publics était d’améliorer la qualité de l’information financière communiquée aux différentes parties prenantes de l’entreprise, de faciliter la compréhension des états financiers ainsi que la comparabilité des entreprises. Deux jeux de normes étaient candidats pour constituer ce langage comptable international : les US GAAP, appliqués aux États-Unis depuis les années 1930, et les IAS (International Accouting Standard) beaucoup plus récentes (fin des années 1990) et soutenues par l’Union Européenne. 
Le standard international devait répondre aux attentes du marché afin de rétablir de la confiance, avoir une audience internationale, être exhaustif en termes de traitement comptable et solide d’un point de vue conceptuel. Les US GAAP étaient logiquement les mieux placés mais la volonté politique de l’Union Européenne de pouvoir influencer la création des normes et de ne pas dépendre de décisions américaines a finalement permis aux IAS, devenues IFRS (Internationaal Financial Reporting Standards) en 2001, de devenir la langue comptable internationale de référence. 
Ainsi depuis le 1er janvier 2005, l’Union Européenne impose à toutes les sociétés cotées publiant des comptes consolidés d’établir des états financiers en IFRS. Par ailleurs, de nombreux pays ont ou vont prochainement adopter ces normes comptables et la convergence US GAAP / IFRS, même si elle prendra du temps (elle est gelée pour le moment), semble engagée.